# 逆転クイズジャック
『逆転!クイズジャック』（ぎゃくてん クイズジャック）は、1981年6月9日から同年9月24日までフジテレビ系列局で放送されていたフジテレビ製作のクイズ番組である。放送時間は毎週月曜 - 金曜 19:30 - 19:45 （日本標準時）。

## 概要
トランプゲームとクイズをミックスした番組。司会は、歌舞伎役者である片岡孝夫（後の15代目片岡仁左衛門）が務めていた。
孝夫にとっては初司会の番組であるが、結局これが最初で最後となった（15代目仁左衛門襲名後に至っては、2023年3月時点で司会経験なし）。直後の時間帯に放送されていた15分番組『スター千一夜』も同年秋の改編で終了し、15分の帯番組＋15分の帯番組という構成だった月曜 - 金曜19:30枠は30分の箱番組を放送する枠に編成し直された。

## 対戦ルール

### 前期
毎回3組のペアチーム（「Aチーム」「Bチーム」「Cチーム」と呼称する）が出場し、12問のクイズを各解答者につき4問ずつ出題する、「一問一答形式」に準じたルールで進行。
解答者はまず出題前に、クイズに正解した時に獲得できる賞金（5000円、1万円、3万円のいずれか）が入っているパネルを1枚選び、正解すればその賞金とともにパネルに付いているイラストも獲得。孝夫は、解答者が選んだパネルを再び開ける際に「チャンスポイントは?」と発言していた。同じイラストの獲得内容に応じ、賞品獲得の権利を得られる。
- 星条旗3枚でアメリカ西海岸旅行
- フラダンスのイラスト3枚でハワイ旅行
- お金持ちのイラスト3枚で賞金100万円（当時は懸賞規定があり、100万円を超えるとチャリティーに回される）

賞品獲得の際にはチューブラーベルが鳴らされる。
また、力こぶのイラストが入った「オールマイティーカード」が1枚隠されており、それと同じ絵柄2枚でも上記賞品を獲得する権利を得られる。
不正解の解答者には「×」マークが付く。3問不正解で失格になり、次の解答者に解答権が移る。以降の解答者は、それまでに他の解答者が獲得しているパネルを横取りすることも可能。
賞品獲得の権利を得たチームは、番組の最後に出されるジャック×3枚、ジョーカー×1枚のトランプ4枚の中から1枚ずつを引き、2枚ともジャックであれば正式に賞品獲得となる。
最終問題まで失格とならずに高得点を稼ぎ、かつ守り切ったチームに対しては、ファンファーレを鳴らしながらそのチームにゆっくりとズームインするという演出があった（賞金はともかく、さらにイラストが3枚出揃っていればそれに応じた賞品も獲得できた）。

### 後期
後期にはルールを変更。賞品パネルがアトランダムではなく、5000円＝フラダンスのイラスト、1万円＝星条旗、3万円＝お金持ちの絵と固定されるようになった。また不正解の場合、「×」マークが1つでもあれば賞金・賞品を獲得できないが、次の問題に正解すればそれを返上できる賞金・賞品の獲得権復活ルールになった。
不正解3問の失格と正解時の自動的な賞金・賞品横取りのシステムは無くなったが、その代わりに「クイズジャック」宣言をして正解すれば賞金・賞品獲得。不正解の場合には即失格となった。しかし一発失格が続出し、3組全て失格となって終了というケースがたびたび見られたため、「クイズジャック」宣言には制限が設けられた。
| フジテレビ系列 月曜 - 金曜19:30枠                     | フジテレビ系列 月曜 - 金曜19:30枠                    | フジテレビ系列 月曜 - 金曜19:30枠 |
| 前番組                                                | 番組名                                               | 次番組 |
| ----------------------------------------------------- | ---------------------------------------------------- | --- |
| クイズ漫才グランプリ （1981年1月12日 - 1981年6月5日） | 逆転!クイズジャック （1981年6月9日 - 1981年9月24日） | 意地悪ばあさん（ドラマ第3作） （1981年10月12日 - 1982年12月27日） ※月曜 19:30 - 20:00火曜ワイドスペシャル （1981年10月 - 1997年9月30日） ※火曜 19:30 - 20:54 【火曜20:00枠から移動】うる星やつら（1981年版） （1981年10月14日 - 1986年3月19日） ※水曜 19:30 - 20:00とびだせものまね大作戦 （1981年10月 - 1983年2月） ※木曜 19:30 - 20:00クイズ!ベストカップル （1981年10月2日 - 1982年10月8日） ※金曜 19:30 - 20:00 |